# 13434 Адамкваде
13434 Адамкваде (13434 Adamquade) — астероїд головного поясу, відкритий 4 листопада 1999 року.
Тіссеранів параметр щодо Юпітера — 3,499.